# Euploea monilina
Euploea monilina är en fjärilsart som beskrevs av Hans Fruhstorfer 1910. Euploea monilina ingår i släktet Euploea och familjen praktfjärilar. Inga underarter finns listade i Catalogue of Life.